# Ardsley
Ardsley és una població dels Estats Units a l'estat de Nova York. Segons el cens del 2000 tenia 4.269 habitants.

## Demografia
Segons el cens del 2000, Ardsley tenia 4.269 habitants, 1.432 habitatges, i 1.212 famílies. La densitat de població era de 1.248,7 habitants/km².
Dels 1.432 habitatges en un 43,5% hi vivien nens de menys de 18 anys, en un 75,1% hi vivien parelles casades, en un 7,5% dones solteres, i en un 15,3% no eren unitats familiars. En el 12,9% dels habitatges hi vivien persones soles el 7% de les quals corresponia a persones de 65 anys o més que vivien soles. El nombre mitjà de persones vivint en cada habitatge era de 2,96 i el nombre mitjà de persones que vivien en cada família era de 3,22.
Per edats la població es repartia de la següent manera: un 27,9% tenia menys de 18 anys, un 4,5% entre 18 i 24, un 24,5% entre 25 i 44, un 27,8% de 45 a 60 i un 15,3% 65 anys o més.
L'edat mediana era de 42 anys. Per cada 100 dones de 18 o més anys hi havia 93,2 homes.
La renda mediana per habitatge era de 105.293 $ i la renda mediana per família de 116.239 $. Els homes tenien una renda mediana de 78.012 $ mentre que les dones 57.216 $. La renda per capita de la població era de 47.086 $. Entorn del 0,4% de les famílies i l'1,3% de la població estaven per davall del llindar de pobresa.